# أغنيس سميث لويس
أغنيس سميث لويس (بالإنجليزية: Agnes Smith Lewis) (يناير 1843 - 26 مارس 1926)؛ كاتِبة، مستعربة وروائية بريطانية.